# Немиров-Назин, Александр Сергеевич
Александр Сергеевич Немиров-Назин (1899, ныне Ряжский район, Рязанская область — 7 мая 1938, Коммунарка, Московская область) — разведчик. Полковник (1935).

## Биография
Из семьи рабочих. Член ВКП(б) с 1920 года.
В 1919—1920 годах — красноармеец, в 1920—1922 годах — командир взвода, помощник командира роты, командир батальона.
В 1924—1926 годах окончил Основной факультет, а в 1926—1928 годах — Восточный факультет Военной академии РККА им. М. В. Фрунзе.
В 1928—1930 годах — начальник сектора 3-го отдела Разведывательного управления Штаба РККА, в 1930—1937 годах — в распоряжении Разведуправления Штаба РККА, инструктор Разведуправления РККА в Монголии, начальник Разведуправления Монгольской народной революционной армии.
Репрессирован 15 декабря 1937 года. Приговорен Военной коллегией Верховного суда СССР 7 мая 1938 года по обвинению в участии в военно-фашистском заговоре.
Расстрелян 7 мая 1938 года. Место расстрела: Московская область, Коммунарка.
Реабилитирован 15 июня 1957 года.

## Награды
- Орден Красной Звезды (1936).

## Ссылка
- Открытый список Архивная копия от 23 августа 2021 на Wayback Machine